# Восленский, Михаил Сергеевич
Михаи́л Серге́евич Восле́нский (6 декабря 1920, Бердянск, Украинская ССР — 8 февраля 1997, Бонн, Германия) — советский историк, социолог и философ. Доктор исторических наук, доктор философских наук, профессор. Получил известность благодаря своей многократно переиздававшейся книге «Номенклатура», в которой описал возникновение и жизнь правящей элиты Советского Союза.

## Биография
Отец, Сергей Иванович, был экономистом (в 1917 году — эсер, председатель Совета и Городской думы в Туле); мать, Вера Семёновна, работала преподавателем математики, а её сестра Ю. С. Крушкол впоследствии стала известным историком-антиковедом. Семья переехала в Москву в 1925 году. В детстве Михаил был знаком с Л. Г. Дейчем, с которым поддерживала связи семья.
В 1939 году он окончил среднюю школу и поступил на исторический факультет МГУ. После окончания МГУ год работал в Коломенском учительском институте. Затем вернулся в Москву и в 1945 году поступил в аспирантуру.
В 1946 году работал переводчиком на Нюрнбергском процессе, затем в Союзническом контрольном совете по Германии (в Берлине). В 1947 году вернулся в Москву. В 1950 году защитил кандидатскую диссертацию. В 1953—1955 годах работал во Всемирном совете мира, в 1955—1972 — старший научный сотрудник в Академии наук и учёный секретарь Комиссии по разоружению.
В ноябре 1955 года поступил на работу в сектор общих проблем империализма Института экономики АН СССР, откуда в августе 1956 года перешёл в ИМЭМО — сначала в сектор международных отношений, а потом возглавил группу в Отделе информации. В 1965 году защитил докторскую диссертацию по теме «Проблемы современной „восточной“ политики германского империализма».
В 1966—1967 годах — профессор, заведующий кафедрой всеобщей истории Университета дружбы народов им. П. Лумумбы.
Всё это время Восленский часто выезжал в загранкомандировки по линии АН СССР, Советского комитета защиты мира и Пагуошского комитета. В апреле 1970 года он перешёл на работу в Институт всеобщей истории АН СССР.
В 1972 году, находясь в частной поездке в ФРГ по приглашению президента Г. Хайнемана, Восленский стал невозвращенцем. В 1976 году он был лишён советского гражданства, и восстановлен в нём лишь в августе 1990 года. Руководил Исследовательским институтом по изучению советской современности (Бонн, Германия).
Автор книги «Номенклатура» (1970, СССР, самиздат; 1980, Австрия; 1984, США), основанной на идеях М. Джиласа, изложенных в книге «Новый класс». В книге был проанализирован советский правящий класс, она издана на более чем десяти языках.

## Труды
- Из истории политики США в германском вопросе (1918—1919). — М.: Госполитиздат, 1954.
- Внешняя политика ФРГ. — М.: Изд-во ИМО, 1961.
- «Восточная» политика ФРГ (1949—1966). — М.: Наука, 1967
- Тайные связи США и Германии. Блок империалистов против Октября (1917—1919). — М.: Наука, 1968.
- Номенклатура. — London: OPI, 1984, 1990.
- Номенклатура. — М.: МП «Октябрь» — Советская Россия, 1991
- Номенклатура. — М.: Захаров, 2005. — 640 с. — ISBN 5-8159-0499-6.
- Восленский М. С. Номенклатура. Господствующий класс Советского Союза. — М.; Берлин: Директ-Медиа, 2019. — 662 с. — ISBN 978-5-4499-0230-6.